# A Whole New World (album)
A Whole New World jest piątym studyjnym albumem wydanym przez australijskiego piosenkarza i tekściarza Petera Andre, w duecie z jego ex-żoną Katie Price.

## Lista utworów
1. "A Whole New World" – 4:35
2. "The Best Things In Life Are Free" – 4:12
3. "Endless Love" – 4:27
4. "Islands In The Stream" – 4:09
5. "Tonight I Celebrate My Love For You" – 3:41
6. "Cherish" – 4:05
7. "The Two Of Us" – 4:01
8. "I Come Down" – 3:59
9. "Don't Go Breaking My Heart" – 4:23
10. "To Die For" – 3:54
11. "I've Had The Time Of My Life" – 4:37
12. "Lullaby" – 3:03

## Notowania
| Notowanie (2006)    | Najwyższa pozycja |
| ------------------- | ----------------- |
| UK Albums Chart     | 20                |
| Euro Albums Hot 100 | 54                |

## Certyfikaty
| Kraj            | Dostawca | Certyfikacja | Sprzedaż |
| --------------- | -------- | ------------ | -------- |
| Wielka Brytania | BPI      | Złoto        | 100,000+ |